# Карнакские камни
Карнакские камни (фр. Alignements de Carnac, брет. Steudadoù Karnag) — условное название крупнейшего в мире скопления мегалитических сооружений около французского города Карнак в Бретани. Комплекс мегалитов включает аллеи менгиров, дольмены, курганы и отдельные менгиры — более 3 000 доисторических мегалитов, высеченных из местных скал и воздвигнутых докельтскими народами Бретани. В Бретани есть свои легенды Артуровского цикла, в соответствии с которыми волшебник Мерлин некогда обратил в стройные каменные ряды римский легион. По христианской версии легенды в камни преследовавших его воинов-язычников превратил папа Корнелий (лат. Papa Cornelius).
Карнакские камни находятся большей частью на территории французской коммуны Карнак (фр. Carnac, брет. Karnag), меньшая их часть расположена восточнее, на территории коммуны Ла Трините-сюр-Мер (фр. La Trinité-sur-Mer).
Установка камней относится к одному из периодов неолита, вероятно 3300 гг. до н. э., однако некоторые сооружения могут датироваться приблизительно 4500 гг. до н. э.
В последние столетия многим каменным сооружениям не уделялось должного внимания. Есть сведения, что дольмены использовались как загоны
, курятники и даже как печи. Ещё чаще камни разбирали, чтобы расчистить дорогу, или в качестве строительного материала.
Проблемы управления территорией археологического памятника остаются предметом дебатов.

## Сооружения

### Аллеи менгиров (Alignments)
На территории мегалитического памятника Карнак есть 3 крупные группы аллей менгиров:
- Ле-Менек (Менекская аллея менгиров — фр. L'alignement du Ménec),
- Кермарьо (аллея менгиров Кермарьо и Маньо — фр. L'alignement de Kermario et le Manio),
- Керлескан (аллея менгиров Керлескан и малый Менек — фр. L'alignement de Kerlescan et le petit Ménec).

Когда-то они представляли собой единую группу, но разделились, когда часть камней была утеряна, украдена или использована для других целей.

#### Ле-Менек(Les alignements du Ménec)
Одиннадцать сходящихся рядов менгиров растянулись на расстояние 1165 метров, ширина композиции составляет 100 метров. С каждой из сторон имеются останки сооружений, которые Александр Том (en:Alexander Thom) рассматривал как каменные круги. По информации туристического бюро, здесь имеется «кромлех, содержащий 71 каменный блок» с западной оконечности и сильно разрушенный кромлех на восточной. Наиболее крупные из камней, около 4 метров высотой, находятся на более широком, западном конце. Восточнее камни становятся ниже, до 60 сантиметров, затем их высота растёт, и на восточном краю они снова высокие.

#### Аллея менгировКермарьо(L’alignement de Kermario et le Manio)
Этот веерообразный рисунок повторяется восточнее, в аллее менгиров Кермарио.
Кермарио состоит из 1029 камней, выстроенных в 10 рядов длиной около 1300 метров.
По направлению к восточному краю, где камни меньше, при воздушной фотосъёмке было обнаружено каменное кольцо.

#### Керлескан(аллея менгиров Керлескан и малый Менек)
Меньшая группа из 555 камней расположена далее на восток от упомянутых выше композиций. Она состоит из 13 рядов общей длиной около 800 метров. Высота камней составляет от 80 см до 4 метров. На самом западе, где находятся самые высокие камни, располагается каменное кольцо (кромлех, англ. stone circle) из 39 камней. Севернее может находиться другое каменное кольцо.

##### АллеяМалый Менек(фр.Petit-Ménec)
Существенно меньшая группа, расположена к востоку от Керлескана. Она заходит на территорию коммуны Ла Трините-сюр-Мер. Это место заросло лесом, и камни, по большей части, обросли мхом и плющом.
- Аллея менгиров Кермарьо
- Аллея менгиров Менек
- Аллея менгиров Кермарьо
- Аллея менгиров Керлескан

### Курганы
Имеются также несколько земляных курганов, насыпанных над захоронениями. В здешних местах курган обычно имеет проход, ведущий в центральную камеру, в которой некогда хранились древние ценные предметы.
Сен-Мишель (Saint-Michel)Курган Сен-Мишель был сооружен между 5000 и 3400 гг. до н. э. Его основание имеет размеры 125 на 60 метров, в высоту 12 метров. Объем этого искусственного сооружения — порядка 35,000 м³, это грунт и камни. Курган имеет то же назначение, что и пирамиды Египта — это могила для лиц правящего класса. В холме было множество погребальных предметов, например, 15 каменных ящиков, различные украшения и изделия из керамики, большинство которых выставлено сейчас в Музее древней истории Карнака (Museum of Prehistory of Carnac). Курган исследовал в 1862 году Рене Галль (en:René Galles), для чего были выкопаны несколько исследовательских шахт — колодцев глубиной до 8 м З. Ле Рузик продолжил раскопки между 1900 и 1907 годами, при этом была найдена сама могила и упомянутые каменные ящики.
Церквушка на холме была построена в 1663, перестраивалась в 1813, затем была снесена в 1923. Нынешнее здание построено в 1926 году, это реконструкция постройки 1663 года.
Мустуар (Moustoir)47°36′43″ с. ш. 3°03′39″ з. д.
Также известен как Эр-Мане (Er Mané). Представляет собой камерную гробницу длиной 85 м, шириной 35 метров и высотой 5 метров. На западной оконечности расположен дольмен, а на восточной — две могилы. Рядом находится небольшой менгир высотой около 3 метров.

### Дольмены
В окрестностях расположен ряд дольменов. Их принято считать древними могилами, а отсутствие следов костей в них объяснять разрушительным действием кислотной почвы Бретани. Дольмены построены из нескольких больших камней, подпирающих один или несколько верхних камней, часто вытянутых и/или плоских. Сооружение из камней засыпалось сверху холмом земли. У многих дольменов такой земляной холм не сохранился, иногда из-за проведенных археологических раскопок. Из камней сохраняются наиболее крупные, и сами дольмены пребывают в той или иной степени разрушения.
Er-Roc’h-FeutetС северной стороны, возле часовни св. Магдалины. У дольмена полностью сохранились верхние камни перекрытия.
La Madelaine 47°37′15″ с. ш. 3°02′54″ з. д.Большой дольмен 12 на 5 метров, с разрушенной верхней 9-метровой плитой. Назван в честь близлежащей действующей часовни св. Магдалины.
KercadoНечасто встречающийся дольмен, у которого сохранилась каменная насыпь (каирн). Расположен к югу от аллеи Кермарьо, имеет 20-35 м ширины, 5 метров высоты и небольшой менгир сверху. Когда-то он был окружен кругом из мелких менгиров на расстоянии порядка 4 метров. Главный проход, имеющий около 6,5 метров в длину, ведёт в обширную камеру, где было найдено множество предметов, в частности, топоров, жемчужин, наконечников стрел и керамики. Сооружён около 4600 г. до н. э. и использовался в течение примерно 3000 лет.
Mané Brizil
KerlescanКурган, приблизительно четырехугольный. Сохранился только один камень перекрытия. Курган тянется с востока на запад, вход в гробницу с юга.
KermarquerРасположен на небольшом холме, имеет две раздельные камеры.
Mané-Kerioned («курган эльфов» или «грот Грионнек»)Группа из трёх дольменов с уникальным для Бретани взаимным расположением. Поверх них когда-то был курган. В типичном случае, дольмены в группах стоят параллельно, здесь же дольмены расположены подковой. Самый большой из дольменов — восточный, он имеет 11 метров в длину.
Crucuno«Классический» дольмен, с сорокатонным камнем перекрытия длиной около 7,6 м. Перекрытие покоится на камнях-колоннах высотой приблизительно 1,8 м. Вплоть до 1900 года, у него был проход. Вместе с проходом дольмен имел длину 24 м.

### Другие сооружения
Имеются также несколько отдельных менгиров и как минимум ещё одно сооружение, не подпадающие под перечисленные выше категории.
Manio четырёхстороннее
Первоначально Manio был «tertre tumulus» (земляным курганом) с насыпью посередине. Камни выстроены в форме большого прямоугольника (или лучше сказать трапеции). Прямоугольник направлен с востоко-северо-востока на западо-юго-запад. Ширина восточной стороны 10 м, западной — 7 м. Длина 37 м.
Manio гигантский47°36′12″ с. ш. 3°03′22″ з. д.
Рядом с четырёхсторонней композицией находится одиночный массивный менгир, ныне известный как «Гигант». Высотой свыше 6,5 метров, он был заново поднят около 1900 г. Закари Ле Рузиком, и расположен рядом с Керлесканской композицией.

## Раскопки и анализ
Начиная с 1720-х годов сооружения Карнака вызывают растущий интерес исследователей. В 1796 году Теофиль Ла Тур д’Овернь полагал, что эти сооружения служили местом сборищ друидов. В 1805, A. Maudet de Penhoët утверждал, что сооружение есть символ звездного неба. Тем не менее, по сию пору на удивление мало законченных исследований, касающихся происхождения и назначения камней.

### Раскопки Милна и Ле Рузика
Первые крупные раскопки провёл в 1860-е годы шотландский антиквар Джеймс Милн (1819—1881), по сообщению которого, из 3000 камней лишь менее 700 оставались на тот момент в стоячем положении. Около 1875 г. Милн привлёк местного парня по имени Закари Ле Рузик (1864—1939) в качестве ассистента, и последний изучил археологию в ходе полевых исследований. После смерти Милна результаты его раскопок остались в городе Карнак, где Робертом Милном (братом Джеймса) был основан музей для хранения артефактов. Ле Рузик стал директором музея и, несмотря на самообучение, стал авторитетом международного уровня по мегалитам в регионе. Результаты своих исследований он также оставил в Карнаке и теперь музей называется Доисторический музей имени Джеймса Милна и Закари Ле Рузика (Le Musée de Préhistoire James Miln — Zacharie le Rouzic).

### Другие теории
В 1887 г. Э. де Клезю (H. de Cleuziou) выступил с гипотезой о том, что расположение каменных рядов связано с положением солнца во время солнцестояний.
Позднее (в 1970—1974 гг.) Александр Том вместе со своим сыном Арчи провёл подробный осмотр карнакских композиций и опубликовал ряд статей по расположению камней с позиций археоастрономии, а также о статистическому анализу в поддержку своей теории.
Широко известны работы Пьера Меро (en:Pierre Méreaux), который 30 лет посвятил полевым исследованиям мегалитов Карнака. Он в целом отвергает «культ предков» и считает возможным, что дольмены использовались как примитивный сейсмограф, поскольку Бретань — зона наибольшей сейсмической активности во Франции. Он также делает спорное утверждение, что раньше Бретань была ещё более сейсмоактивна из-за притока воды от отступающего оледенения. Кроме того, Мере указывает на корреляцию между расположением и ориентацией менгиров и геологических разломов и даже утверждает, что установка больших камней в неустойчивом равновесии могла служить эффективным способом регистрации землетрясений: «тяжёлые плиты этих монументов с их головокружительными выступающими элементами на трёх опорах должны быть очень неустойчивы при малейшем толчке. Лучшую станцию по наблюдению за землетрясением вы создать сегодня не в состоянии.»
Существуют несколько общих теорий по использованию камней как астрономических обсерваторий подобно Стоунхенджу. В соответствии с такими теориями массивный менгир у близлежащего городка Локмариаке был связан с композициями в Карнаке.

## Управление памятником
Доисторический музей имени Джеймса Милна и Закари Ле Рузика находится в центре охраняемой территории; в нём выставлены артефакты, найденные при раскопках каменного комплекса. Здесь также находится «крупнейшая в мире» коллекция доисторических предметов — свыше 6600 предметов из 136 различных мест раскопок.
Памятники были каталогизированы и приобретены государством в начале XX в., чтобы защитить их от уничтожения добытчиками строительного камня. Это вполне успешно удавалось, однако с середины века, по мере развития сельского хозяйства и туризма в этой местности, увеличился наплыв посетителей и снова начались утраты. Министерство культуры и коммуникации в 1984 году вернулось к проблеме сохранения памятников. В 1991 году была создана ‘Mission Carnac’, имевшая целью всячески содействовать сохранению и грамотному использованию мегалитов. В числе прочего, меры включали ограничение публичного доступа, ряд исследовательских программ, разработку планов консервации мегалитов и разумного благоустройства местности.
Политика управления памятником, как и в случае с британским Стоунхенджем, является предметом широких споров. С 1991 года главные группы камней были обнесены оградами «с тем, чтобы содействовать росту растительности», посещение разрешено только для организованных экскурсий. Зимой ограды открыты.
Когда Джеймс Милн изучал камни в 1860-е годы, по его словам, менее 700 из 3000 камней стояли вертикально. В ходе последующих работ в 1930-е и 1980-е годы (с использованием бульдозеров) некоторые композиции были перестроены, некоторые камни вновь подняты, чтобы освободить место для дорог и ряда других сооружений. 
В 2002 г. на территорию памятника ворвалась группа протестующих; они открыли замки и позволили туристам свободно заходить на территорию памятника; в частности, группа Collectif Holl a gevred (франко-бретонск.: «коллектив всех вместе») занял центр посетителей Кермарио и потребовал немедленно прекратить действующие планы по развитию памятника и прислушаться к мнению местных жителей. 
В последние годы руководство комплекса также разрешило выпас овец вокруг мегалитов с тем, чтобы не допустить разрастания сорняков.
В августе 2022 года мэрия Карнаке выдала разрешение на строительство (по словам мэра города Оливье Лепика, рассматриваемая земля не является охраняемым археологическим памятником) для магазина сети «Мистер Бриколаж» (фр. «Сделай сам») и в 2023 г. десятки менгиров были снесены для того, чтобы освободить место для магазина. Чиновники от французской культуры объяснили своё решение тем, что «только четыре из 39 камней потенциально имеют археологическую ценность».

## Фильмография
- «Гениальная геометрия. Следы таинственных предков» (англ. Genius and Geometry. Traces of Our Enigmatiс Ancestors) — документальный фильм, снятый Роналдом Вауганом в 2010 г.
- «Древние пришельцы. Необъяснимые структуры» (англ. Unexplained Structures) — научно-популярный фильм, снятый в 2010 г.

### Карты
- http://members.tripod.com/Menhirs/dolmen.html Архивная копия от 26 июля 2008 на Wayback Machine  — main sites in the Morbihan area
- https://web.archive.org/web/20090202120559/http://www.bretagne-celtic.com/carte_carnac.htm  — historical map
- http://www.megalithia.com/brittany/carnac/ Архивная копия от 26 июня 2012 на Wayback Machine  — basic arrangement of the main alignments